# Daniel Pécaut
Pour les articles homonymes, voir Pécaut.
Daniel Pécaut, né en décembre 1935,  est un sociologue et universitaire français. Il est directeur d’études honoraire à l’École des hautes études en sciences sociales, spécialiste de la sociologie politique de l’Amérique latine, en particulier de l'histoire sociale et politique de la Colombie depuis les années 1930 et des phénomènes de violence qui l’ont marquée, ainsi que des transformations sociales et phénomènes de violence de manière plus générale, sujets sur lesquels il a largement publié et est abondamment cité. Une autre partie de son travail de recherche s'est axée sur la constitution de l’imaginaire national au Brésil au cours du XXe siècle.

## Biographie
Daniel Pécaut est un ancien élève de l’École normale supérieure, agrégé de philosophie (1960), diplômé de l’Institut d’études politiques, docteur ès lettres et sciences humaines.
Il est membre du Centre d’étude des mouvements sociaux de l’EHESS Institut Marcel Mauss, fondé par Alain Touraine, et en a assuré la direction de 1981 à 1992. Il a été directeur scientifique de la revue Problèmes d'Amérique Latine de 1977  à 2005.
Docteur honoris causa de l’Université nationale de Colombie en 2002, il a reçu la nationalité colombienne en 2008. Dans le cadre des négociations de paix avec les FARC à La Havane, il a été désigné en 2014, comme membre de la Comisión Histórica del Conflicto y sus Víctimas.
Le quotidien suisse Le Courrier lui a reproché d'adopter une lecture du conflit armé colombien proche du discours officiel du gouvernement colombien, excluant « toute explication du conflit par ses causes structurelles » et occultant la « responsabilité systémique de l’État et le rôle de l’armée dans les violations des droits humains. »

## Publications

### en langue française
- L'Ordre et la Violence : transformations socio-politiques de la Colombie de 1930 à 1953, Éditions de l'EHESS., Paris, 1987, Version espagnole : Orden y Violencia : Colombia 1930-1954, Medellín, Editorial Eafit, 2014.
- Entre le peuple et la nation - Les intellectuels et la politique au Brésil, Éditions de la Maison des Sciences de l'Homme. coll. Brasilia, 1989 ; version portugaise Os intelectuais e a política no Brasil, Entre o povo et a nação, Editora Atica, São Paulo, 1990.
- Métamorphoses de la représentation politique au Brésil et en Europe, avec Bernardo Sorj, Éditions du CNRS, 1991.
- Refléxions sur la violence en Colombie. En Héritier Fraçoise. De la Violence. Editions  Odile Jacob, Paris,1996.
- Les Farc, une guérilla sans fins ?, Paris, Lignes de Repères, 2008, (traduction en espagnol : Las FARC, una guerrilla sin fin o sin fines, Bogota, Norma, 2008 ; traduction en portugais : As FARC, uma guerrilha sem fins ? Sao Paulo, Paz y Terra, 2010.
- Colombie, configurations de la violence. Autour de Daniel Pécaut, Problèmes d'Amérique Latine n°100, 01/2016
- Amérique Latine, les formes de la nation. Autour de Daniel Pécaut, Problèmes d'Amérique Latine n°101, 02/2016

### en langue espagnole
- Política y Sindicalismo en Colombia, Bogotá, Editoral La Carreta, 1973. Réédition en 1977 et 1982.
- Crónica de dos decádas de política colombiana, 1968-1988, Éditions Siglo XXI de Colombie, 1988, 2e édition 1989.
- Guerra contra la Sociedad,  Bogotá, Espasa, 2001.
- Midiendo Fuerzas, Balance del primer año del gobierno de Alvaro Uribe Velez, Bogotá, Planeta, 2003.
- Violencia y Política, Ensayos sobre el conflicto colombiano, Medellín, Hombre Nuevo, 2003.
- Cronica de cuatro decádas de política colombiana, Bogota, Editorial Norma,  2006.
- La experiencia de la violencia : los desafíos del relato y la memoria. Medellín, La Carreta Historica, 2013
- En busca de la nación colombiana. Conversaciones con Alberto Valencia Gutiérrez, Bogotá, Penguin Random House Grupo Editorial, 2017
- Modernización y enfrentamientos armados en la Colombia del siglo XX, Programa editorial de la Universidad del Valle, Cali, 2019